# The Whole Truth (film, 1923)
Pour les articles homonymes, voir The Whole Truth.
The Whole Truth est un film américain réalisé par Ralph Ceder, sorti en 1923.

## Fiche technique
- Réalisation : Ralph Ceder
- Titres : 	H. M. Walker
- Producteur : Hal Roach
- Production : Hal Roach Studios
- Distributeur : Pathe Exchange
- Durée : 10 minutes
- Date de sortie : 4 novembre 1923[1]

## Distribution
- Stan Laurel : le mari
- James Finlayson : l'avocat de la défense
- Earl Mohan : fleuriste
- Helen Gilmore : la femme
- Jack Ackroyd : Clerk
- Wallace Howe : le pharmacien
- Charles Stevenson : le tailleur juif